# Prabhūtaratna

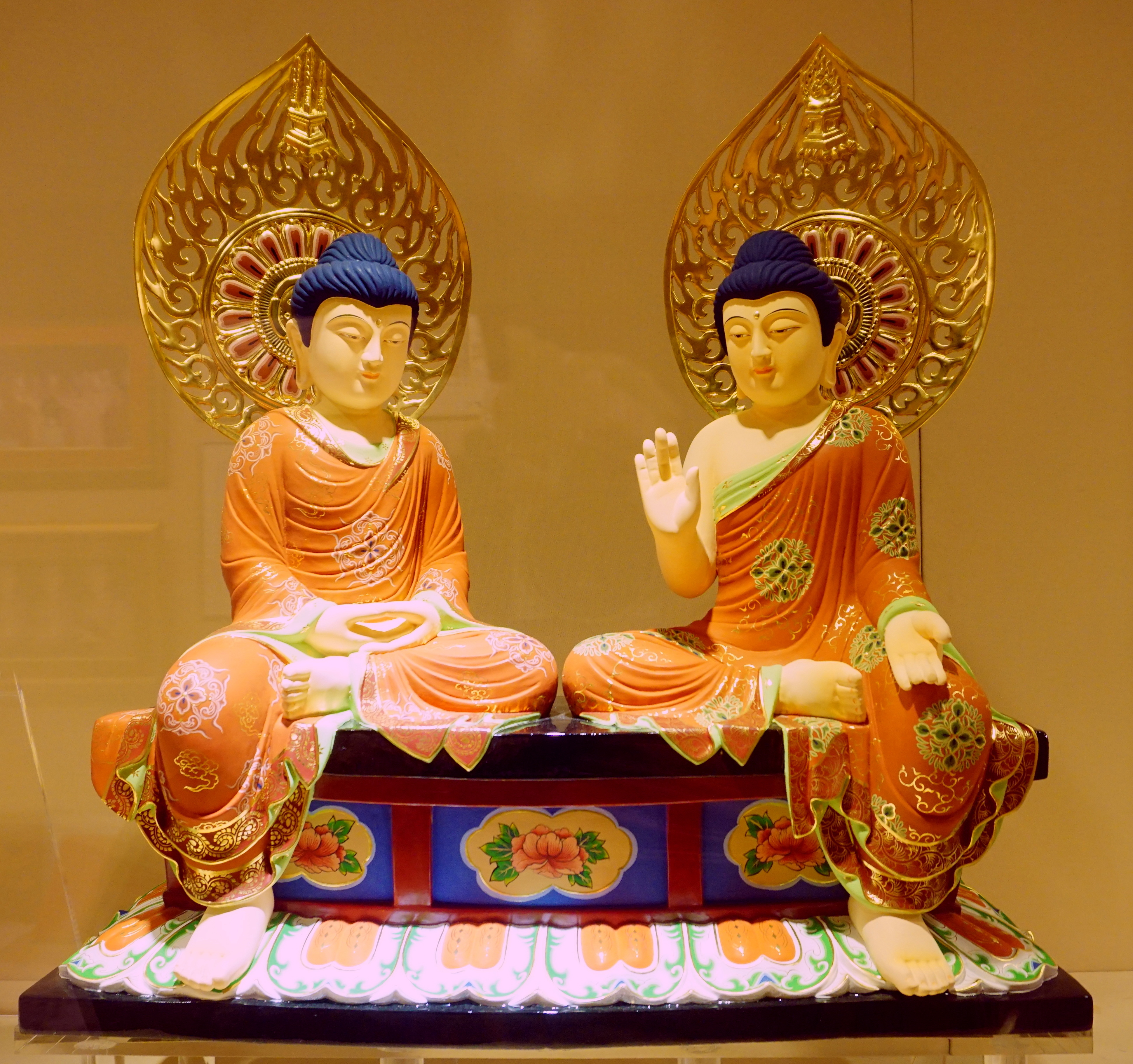
Prabhūtaratna gemeinsam mit Shakyamuni Buddha

Prabhūtaratna (Sanskrit: Prabhūtaratna; chin. Duobao Rulai, 多寶如來 / 多宝如来,  Duōbǎo Rúlái; jap. Tahō Nyorai, 多宝如来) ist ein Buddha aus der östlichen Welt, dem Land namens "Juwelen-Rein" (Sanskrit Ratnaviśuddhā; chin. Baojing 寶淨 / 宝净), ein Buddha der Vergangenheit. Über ihn wird im Lotos-Sutra und im Mahāprajñāpāramitāśāstra (chin. Dazhi dulun 大智度論) berichtet.
Im 11. Kapitel des Lotos-Sutra von der Erscheinung des Juwelen-Stupa heißt es, er erscheine mit seinem Juwelen-Stupa (寶塔 / 宝塔,  bǎotǎ) an den Orten der zehn Richtungen dort, wo er vom Lotos-Sutra höre.
In der Ikonographie wird er dargestellt (a) als Trias mit Śākyamuni und Maitreya; (b) im Doppelbildnis mit Śākyamuni (China); (c) in einem Stupa, wo er Śākyamunis Predigt zuhört.